# Vía Aurelia

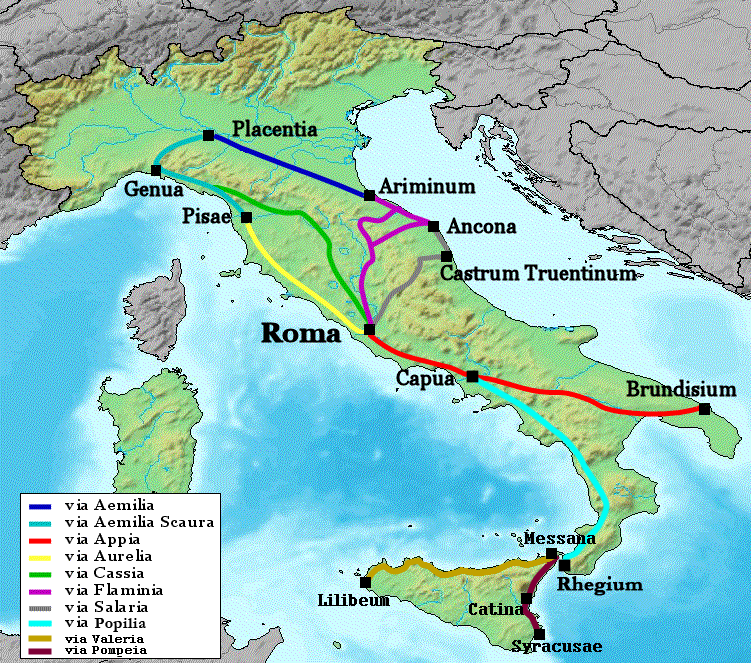
Mapa de Italia en que se ilustran algunas de las principales calzadas romanas: La Vía Aurelia en amarillo.

La Vía Aurelia (en latín Via Aurelia) fue una calzada romana que llevaba de Roma a Pisa (Etruria) y a la costa de Liguria y los Alpes marítimos. El primer tramo iba de Roma a Alsium; de allí llegaba hasta Pisae (Pisa). No se sabe cuándo fue construida. Se supone que la construyó un magistrado llamado Aurelius (Aurelio).

## Itinerario de la Vía Aurelia
Las estaciones desde Roma a Luni (Etrúria), más allá de Pisa, fueron, según el Itinerario Antonino las que se dan a continuación. A partir de Luni, las estaciones en el Itinerario y en la Tabla de Peutinger son confusas:  
- Lorium (cerca de Castel Guido)
- Ad Turres (Monteroni)
- Pyrgi (Sta Severa)
- Castrum Novum (Torre  di Chiaruccia)
- Centum Cellae (Civita Vecchia)
- Martha (Ad Martam fluvium)
- Forum Aurelii (Montalto?)
- Cosa (Ansedonia)
- Ad lacum Aprilem (Prilem)
- Salebro (Castiglione della Pescaia?)
- Manliana (cerca de Follonica)
- Populonium (Populonia)
- Vada Volaterrana (Vada)
- Ad Herculem (cerca de Livorno)
- Pisae (Pisa)
- Papiriana (Viareggio?)
- Luna (Luni)

Las estaciones que da la Tabla de Peutinger saliendo de Roma y hasta Pisa son: 
- Lorium (Castel Guido)
- Baebiana(?)
- Alsium (Palo)
- Pyrgi (Santa Severa)
- Punicum (Santa Marinella)
- Castrum Novum (Torre di Chiaruccia)
- Centum Cellae (Civitavecchia)
- (Ad) Minionem fluvium (Riu Mignone)
- Graviscae
- Tabellaria (?)
- Ad Martam fluvium
- Forum Aurelii (Montalto?)
- (Ad) Arminiam fluvium (Río Fiora)
- Ad Novas, o Ad Nonas
- Sub Cosam
- Cosa (Ansedonia)
- (Ad) Albiniam fluvium (Río Albegna)
- Telamonem (Talamone, cerca de Orbetello)
- Hastam
- (Ad) Umbronem fluvium (Río Ombrone)
- Salebro (Castiglione della Pescaia?)
- Manliana (cerca de Follonica)
- Populonium (Populonia)
- Vada Volaterrana (Vada)
- Ad Fines
- (Ad) Piscinas
- Turrita (Triturrita)
- Pisae (Pisa)

El Itinerario Antonino da las estaciones entre Genua (Génova) y Dertona, y de ésta a Vada Sanata: 
- Libarnum (entre Arquata y Serravalle)
- Dertona (Tortona)
- Aquae Statiellae (Acqui)
- Crixia (?)
- Canalicum (?)
- Vada Sabata (Vado)